# رالف هوتر
رالف هوتر (آلمانی: Ralf Hütter؛ زادهٔ ۲۰ اوت ۱۹۴۶) کیبوردنواز، خواننده اصلی و پایه‌گذار گروه کرافت‌ورک (به همراه فلورین اشنایدر) است که از سال ۱۹۶۵ میلادی تاکنون مشغول فعالیت بوده‌است.